# Bronze
Pour les articles homonymes, voir Bronze (homonymie).

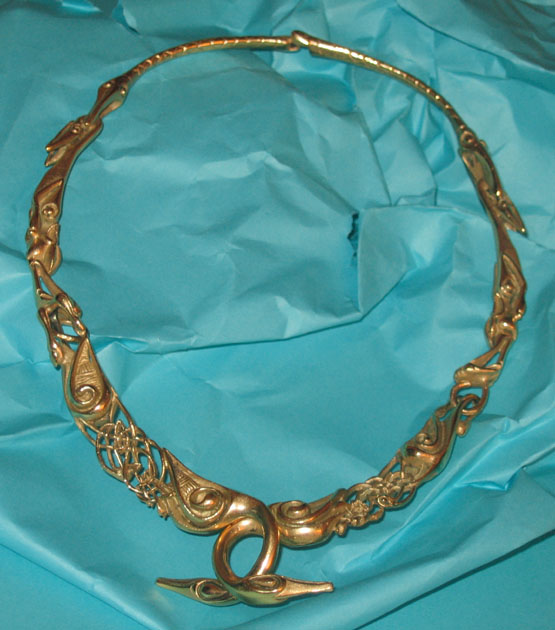
Copie de torque gaulois en bronze.

Le bronze est un nom générique qui était donné autrefois à tous les alliages de cuivre. Aujourd'hui, son sens est le plus souvent restreint aux alliages de cuivre ayant l'étain comme principal élément d'alliage.
Le terme airain désigne aussi le bronze en poésie et dans les textes littéraires, ainsi qu'en campanologie, où il désigne l’alliage utilisé pour la fonderie des cloches.
Les bronzes sont, pour la plupart, composés de plus de 54 % de cuivre (qui peut aller jusqu'à avoisiner les 95 %) et d'une proportion variable, non seulement d'étain, mais aussi d'aluminium, de plomb, de béryllium, de manganèse et de tungstène, ainsi qu'accessoirement de silicium et de phosphore, mais pas de zinc en quantité notable (il s'agit alors de laiton, dont le terme anglais brass est souvent par ailleurs traduit à tort par « bronze »).
Leurs caractéristiques principales sont une bonne résistance à l'usure, une résistance moyenne à la corrosion et une bonne conductivité électrique. On les utilise souvent comme matériau de frottement en face de l'acier. La corrosion des pièces en bronze est une entrave à leur usage dans le secteur de la marine et de l'industrie navale. Dans ce domaine on leur préfère des alliages cupro-aluminium. 
Le point de fusion du bronze est d'environ 1 000 °C.
Le bronze est travaillé par un bronzier.
Le bronze fait partie des métaux auto-lubrifiés. 

## Histoire
Ces alliages ont été pour la première fois utilisés pendant la période précisément appelée « âge du bronze », pour fabriquer des outils, des armes, des instruments de musique et des armures plus robustes et résistants que leurs prédécesseurs en cuivre ou en pierre naturelle. Cette période s'étend globalement de 3 000 à 1 000 av. J.-C., mais avec de grandes variations suivant les régions et les ères considérées.
Pendant l'âge du Bronze ancien, le bronze est souvent composé d'un alliage à base de cuivre et d'arsenic, cette période est nommée l'âge du Bronze-Arsenic : employé comme durcissant, fondant et pour augmenter la brillance du métal, cet arsenic est une impureté naturelle contaminant le minerai de cuivre ou est ajouté intentionnellement comme adjuvant.
Au Bronze final, se substitue à ce bronze arsenié un alliage cuivre-étain permettant de fabriquer des métaux plus résistants et ductiles (âge du Bronze-Étain). L'étain étant difficile à se procurer à cette époque, de nombreux objets étaient fabriqués en alliage cuivre-plomb. Ce bronze étant de moins bonne facture que l'alliage cuivre-étain puisqu'il est plus cassant.

## Alliages

### Alliages binaires cuivre-étain

Diagramme binaire cuivre-étain dans la gamme de composition des bronzes

Les alliages de cette famille contiennent uniquement du cuivre et de l'étain. À part quelques exceptions, ces bronzes contiennent entre 3 et 20 % d'étain. On en distingue deux types basés sur les phases :
- les bronzes contenant uniquement la phase alpha (α) : jusqu'à environ 16 % d'étain ;
- les bronzes contenant les phases alpha et delta (α + δ) : au-delà de 16 % d'étain.

Les bronzes (α) sont des alliages pour corroyage. Leurs caractéristiques mécaniques, notamment la dureté, augmentent avec le taux de corroyage et avec la teneur en étain. Les alliages (α) les plus utilisés dans l'industrie sont Cu95Sn5 (UE5P), Cu92Sn8 (UE9P) et Cu88Sn12 (UE12).
Les bronzes (α + δ) sont des alliages de fonderie, utilisés notamment pour la fabrication de cloches et de miroirs.
Les bronzes à cloches contiennent entre 20 et 25 % d'étain. C'est la phase delta qui donne la sonorité. Cette phase est dure.
Les bronzes à miroir sont composés de 30 à 35 % d'étain. L'étain en surface s'oxyde plus difficilement, alors que le cuivre allié ou en présence d'impuretés s'oxyde communément en formant le vert de gris. On retrouve ici le principe de l'étamage.

### Bronzes avec éléments d'addition
Dans certains alliages on ajoute : du phosphore, du zinc, du plomb. C'est le cas par exemple du CuSn7Pb6Zn4 (UE7).
Le phosphore permet d'améliorer les caractéristiques mécaniques. Le zinc augmente la coulabilité ainsi que la malléabilité de l'alliage. Le plomb (jusqu'à 6 %) permet une meilleure usinabilité. Les bronzes utilisés pour les pièces de frottement peuvent contenir jusqu'à 30 % de plomb. Enfin, le béryllium apporte une dureté exceptionnelle au bronze, qui se rapproche de la dureté des aciers trempés, tout en gardant toutes les qualités de frottement spécifiques au bronze.

### Bronze au béryllium
Le cuprobéryllium est souvent appelé bronze au béryllium bien qu'il ne contienne pas d'étain, il est en réalité un alliage de cuivre avec 2 % en poids de béryllium utilisé pour ses propriétés mécaniques remarquables en raison de sa grande dureté.

## Économie
Dans la mesure où le bronze est essentiellement composé de cuivre, le premier métal a tendance à suivre le cours du second. Le prix de l'étain influe également sur celui du bronze car il s'agit du second composant de ce métal en pourcentage. En septembre 2021, la tonne de cuivre s'échange autour de 9 250 USD au London Metal Exchange, et celle d'étain autour de 33 000 USD. En première approximation, une tonne de bronze non recyclée coûte en proportion de la teneur en cuivre et étain. Le prix de reprise du bronze par le ferrailleur correspond à environ 60 % du prix du métal neuf. Les premiers acheteurs sont les aciéries et les firmes sidérurgiques.